# 엑토르 밀리안
엑토르 밀리안 페레스(스페인어: Héctor Milián Pérez, 1968년 5월 14일~)는 쿠바의 레슬링 선수이다. 1992년 하계 올림픽 그레코로만형 헤비급 부문에서 금메달을 획득했으며 1991년 세계 선수권 대회에서 그레코로만형 헤비급 종목 금메달을 획득했다.